# Cézanne in Provence
Cézanne in Provence è un documentario del 2006 basato sulla vita del pittore francese Paul Cézanne.